# Тростянець-Смородине
Тростяне́ць-Сморо́дине — дільнична залізнична станція 2-го класу Сумської дирекції Південної залізниці на неелектрифікованій лінії Боромля — Кириківка між станціями Скрягівка (9 км) та Кириківка (22 км). Розташована в місті Тростянець Охтирського району Сумської області.

## Історія
Впродовж 1871—1877 років була утворена Смородинська дистанція колії Харківсько-Миколаївської залізниці. У 1877 році, з метою організації поїзної та маневрової роботи, було побудоване локомотивне депо та придбано 12 паровозів.
Станція відкрита 1878 року під первинною назвою — Тростянець.
21 січня (2 лютого) 1893 року Міністр шляхів сполучення наказав перейменувати станцію Тростянець Харківсько-Миколаївської залізниці на станцію Смородине за назвою довколишнього села. Нині село Смородине входить до складу міста Тростянець.
Перший вокзал побудований 1878 року і спочатку був дерев'яним.
1982 року споруджений новий вокзально-станційний комплекс завдяки виділеним коштам керівництва Південної залізниці. Під час будівництва велику допомогу надали промислові підприємства міста. Вокзал побудований за індивідуальним проєктом і нагадує українську хату. Аналогів вокзалу на залізницях колишнього СРСР не існувало. Даний проєкт був нагороджений державною премією СРСР.
Мешканці міста називають залізничний вокзал «гостинними воротами». З боку міста вокзал нагадує хатинку.
Поруч розташовані пост ЕЦ та паровоз-пам'ятник Ем708-89, який було побудовано у 1935 році на іжорському заводі «Червоний профінтерн».
На станції розташоване локомотивне депо (ТЧ-8), пункт технічного обслуговування локомотивів (ПТОЛ), цех експлуатації та ремонту, будинок відпочинку локомотивних бригад, побутовий корпус та музей історії локомотивного депо.
На площі 40-ї армії, поруч з вокзалом, був встановлено танк Т-34-85 на честь 183-ї танкової бригади, яка відзначилася у боях при визволенні міста Тростянець від німецько-фашистських загарбників.
31 жовтня 1962 року Смородинське відділення Південної залізниці реорганізовано в Сумське відділення з адміністративним центром у Сумах. До цього управління відділення розташовувалося у Люботині.
З 22 серпня 2018 року, відповідно до розпорядження ЦМ-15/336, станція отримала сучасну назву. З 14 вересня 2019 року на офіційному сайті «Укрзалізниці» використовується назва станції Тростянець-Смородине.

### Повномасштабне російське вторгнення в Україну (з 2022)
Місто перебувало під тимчасовою окупацією російських загарбників внаслідок повномасштабного вторгнення майже місяць та було звільнене 26 березня 2022 року, в ході боїв за місто та околиці. Окупанти залишили після себе в руїнах житлові будинки, лікарню, школу, дитячі садочки, підприємства, шоколадну фабрику, інфраструктуру, а залізничний вокзал використовували як одну з вогневих позицій. Також на вокзалі окупанти облаштовували склад та катівню. Площу перед вокзалом окупанти розрили для зберігання боєприпасів, танк-пам'ятник, встановлений з нагоди звільнення міста від німецько-фашистських військ у 1943 році, не був пошкоджений.

Наслідки обстрілів станції російськими окупантами
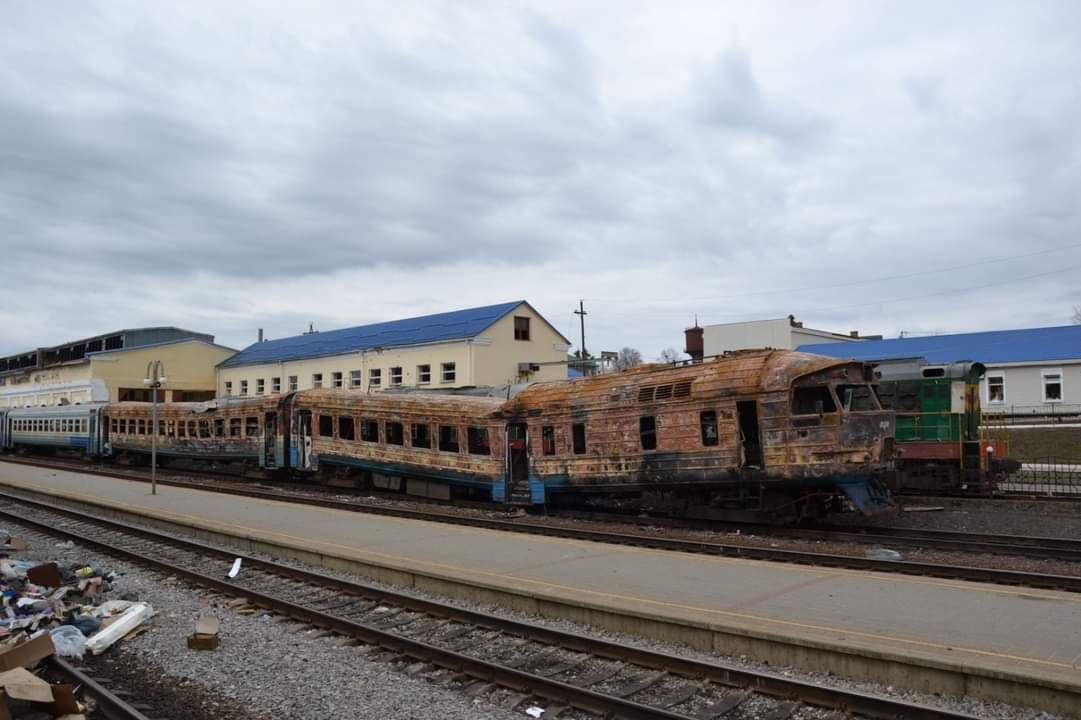
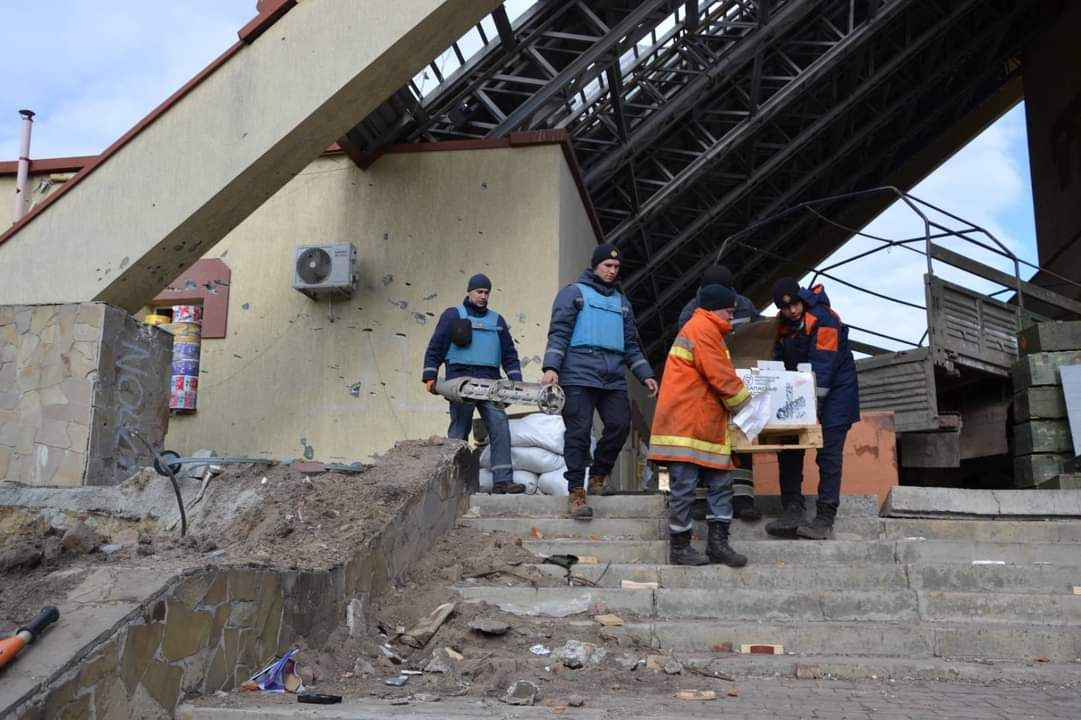

На початку червня 2022 року виконком міської ради вирішив визнати необхідність переміщення пам'ятки історії місцевого значення «Танк Т-34» з привокзальної площі на тимчасове зберігання до КП ТМР «Тростянецьке ЖЕУ» по вул. Вознесенська. Надалі передбачається пам'ятник «Танк Т-34» відреставрувати, з можливістю його розміщення на меморіальному комплексі «Недоспівана пісня».

### Відновлення вокзалу після російської окупації
Проєкт відновлення вокзалу зберігає його автентичну форму та додає сучасного функціоналу — в одній будівлі поєднують залізничний вокзал і автобусну станцію. Квиткові каси будуть розміщуватися окремо, а зал чекання залишиться спільним. Це буде сучасний, інклюзивний простір з місцями захисту для цивільного населення, який об'єднає можливості залізничного та автобусного сполучення, зручний під'їзд для транспорту, автобусну стоянку та парковку для приватного транспорту.

Вигляд вокзалу після боїв за Тростянець (березень 2022)
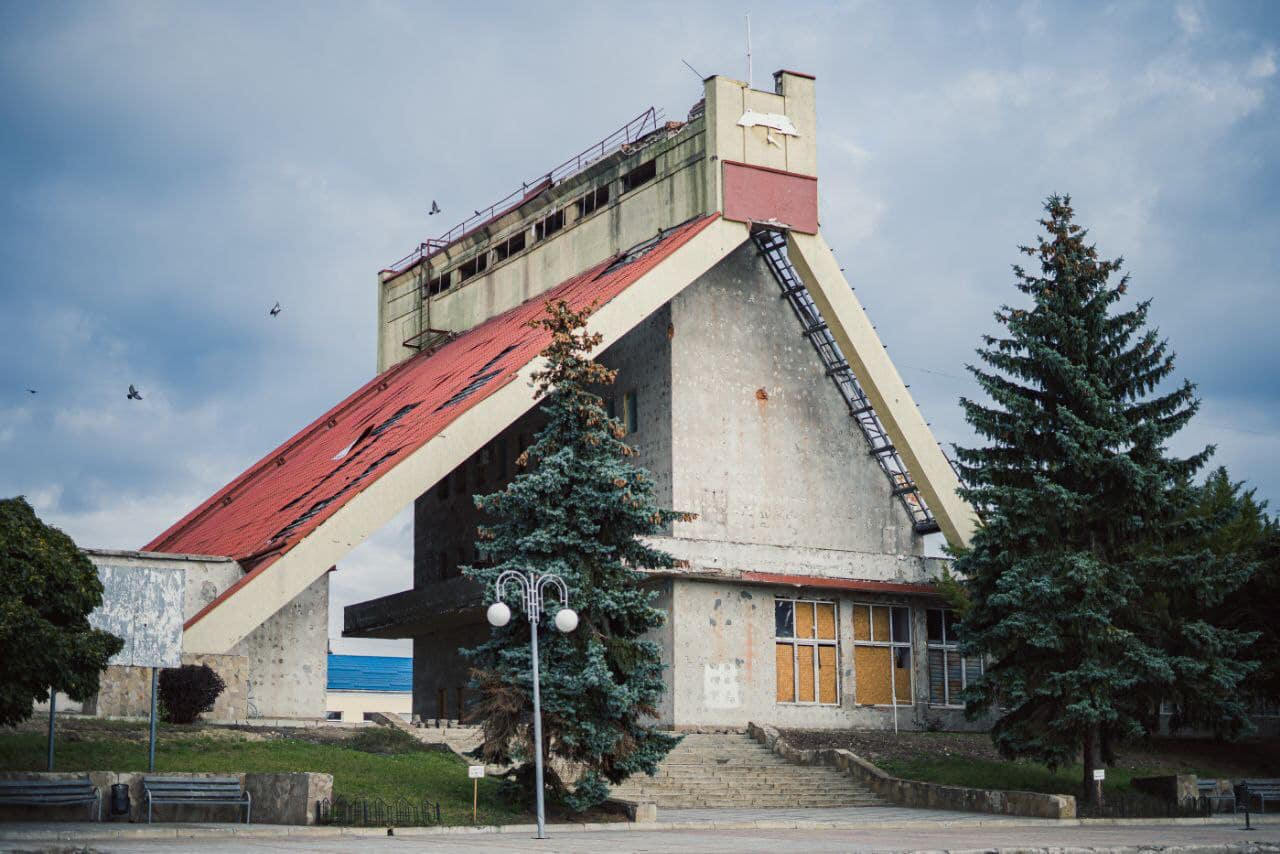
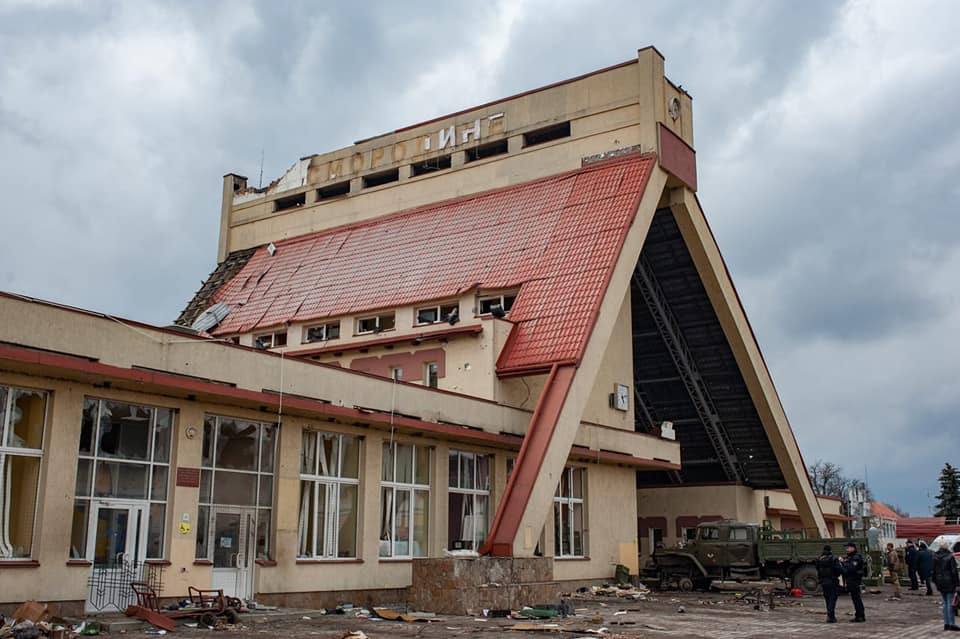

На початку березня 2024 року були розпочаті підготовчі роботи та облаштування будівельних майданчиків. Тоді передбачали, що реконструкція мала завершитися наприкінці листопада 2024 року, однак по факту активні роботи почалися лише на початку 2025 року, а в квітні того ж року було відновлено меншу частину вокзалу, де розмістили все необхідне: залізничні каси, зал очікування, санвузол, а також місце для підзарядки телефонів та дитячий куточок. Усі роботи були виконані за принципом безбар'єрності.
Реконструкція вокзалу проводиться в межах реалізації урядового експериментального проєкту відновлення населених пунктів, що постраждали внаслідок російської збройної агресії проти України.

## Пасажирське сполучення
На станції Тростянець-Смородине зупиняються пасажирські поїзди далекого сполучення, регіональні та приміські поїзди.
Станом на травень 2025 року, на станції Тростянець-Смородине зупиняються такі пасажирські поїзди:

### Поїзди далекого сполучення:
- №113/114 Харків - Львів;
- №45/46 Харків - Ужгород.

### Приміські поїзди:
- №6052/6054/6055/6058 Тростянець-Смородине - Охтирка;
- №6009/6012/6011 Тростянець-Смородине - Ворожба;
- №6262/6261 Боромля - Тростянець-Смородине - Люботин;
- №6051 Охтирка - Тростянець-Смородине - Суми;
- №6892/6894 Віринський завод - Тростянець-Смородине;
- №7009/7010 Харків - Суми - Ворожба;
- №6057 Охтирка - Тростянець-Смородине - Боромля;
- №6010 Ворожба - Тростянець-Смородине - Кириківка.

## Галерея
|                                                  | |
| Паровоз Ем 708-89 у локомотивному депо Смородине | Паровоз Ер 774-40 у локомотивному депо станції (2014 року встановлений в музеї Південної залізниці в м. Харків) |

|                                                |                                   |
| Рейковий автобус PESA 620M-006 поблизу станції | ТЕП70-0148 з пасажирським поїздом |

|                                                            |                                        |
| Дизель-поїзд ДР1а-287 поблизу станції Тростянець-Смородине | Поїзди на станції Тростянець-Смородине |

|                                               |
| Локомотивне депо станції Тростянець-Смородине |
|                                               |
| Поїзд на станції Тростянець-Смородине         |